# Habenhausen
Habenhausen ist ein Ortsteil von Bremen und bildet zusammen mit Kattenturm, Kattenesch und Arsten den Stadtteil Obervieland.

## Geografie
Habenhausen liegt links der Weser im Süden Bremens und hat eine Fläche von 509 Hektar. Der Ortsteil wird im Norden durch den Werdersee, im Osten von der Weser, im Süden durch den Autobahnzubringer Arsten und im Westen von mehreren Weiden begrenzt.
Längster Wasserlauf ist mit 2,2 Kilometern Länge das Bunnsackerfleet (oder auch: Fleet im Seefelde).

## Geschichte

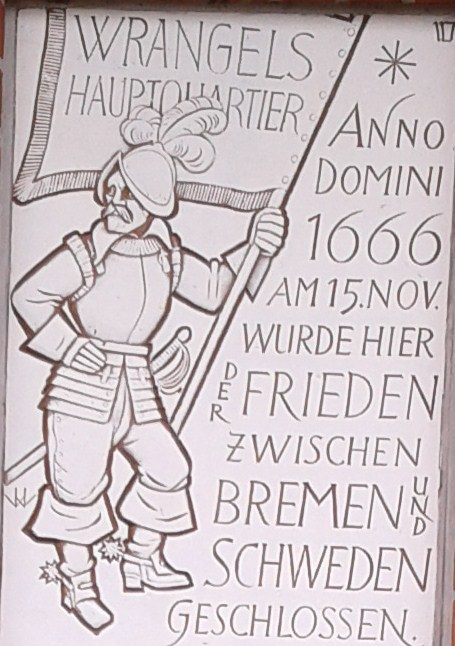
Gedenktafel an einem Wohnhaus, das an der Stelle der ehemaligen Schwedenscheune steht.

Habenhausen wurde 1124 unter dem plattdeutschen Namen Hoobenhusen (etwa: Siedlung des Habo) das erste Mal erwähnt. Die ersten Siedler waren wahrscheinlich holländische Kolonisten. Die Bewohner lebten von der Landwirtschaft und lieferten ihre Produkte auf die Märkte des gut fünf Kilometer entfernten Bremen.
Im Schmalkaldischen Krieg wurde Habenhausen/Arsten im April 1547 durch das kaiserliche Belagerungsheer vom katholischen Herzog Erich zu Braunschweig-Lüneburg tangiert.
Habenhausen gehörte ab 1598 zum Goh Obervieland, das durch die Teilung des Gohs Vieland entstand und zu dem die Dörfer Alken, Arsten, Habenhausen, Neuenland, Grolland, Ledense, Kirch-, Mittels- und Brokhuchting, Malswarden (bei Strom), Varrelgraben und Wurtsee gehörten.
1666 wurde hier der Frieden von Habenhausen zwischen Schweden unter Führung des Feldmarschalls Carl Gustav Wrangel und Bremen geschlossen. Wrangel hatte in Habenhausen sein befestigtes „oberhauptlager“, dargestellt in einem Kupferstich von Caspar Schultze. Die Schwedenscheune, in der der Friede geschlossen wurde, wurde 1938 abgerissen; hier steht eine Gedenktafel. Die Schwedenstraße in Habenhausen erinnert an dieses Ereignis.
Beim Zweiten Stader Vergleich von 1741 blieb die bremische Landeshoheit für Habenhausen/Arsten gegenüber dem Kurfürstentum Braunschweig-Lüneburg erhalten. Im Februar 1761 brach der Weserdeich bei Habenhausen und erneut im März 1830. Ab 1875 gehörte Habenhausen vorzeitig zum deutschen Zollgebiet, während Bremen erst 1884 beigetreten ist.
Zum 1. April 1921 wurden Teile der Landgemeinden von Arsten und Habenhausen in die Stadt Bremen eingegliedert. Am 1. Dezember 1945 wurden die Landgemeinden Arsten und Habenhausen gänzlich eingemeindet.
Die erste starke Neubebauung fand in den 1920er und 1930er Jahren statt, als viele neue Arbeiterhäuser gebaut wurden. Die beiden Weltkriege überstand Habenhausen fast unversehrt. Am 25. April 1945 marschierten Truppen der britischen 3. Division durch Habenhausen.
Seit 1949 wurde in Habenhausen am Bunnsackerweg eine neue Schule im Pavillonstil gebaut und ständig erweitert. Daraus wurde die spätere Oberschule Habenhausen und die Grundschule am Bunnsackerweg.

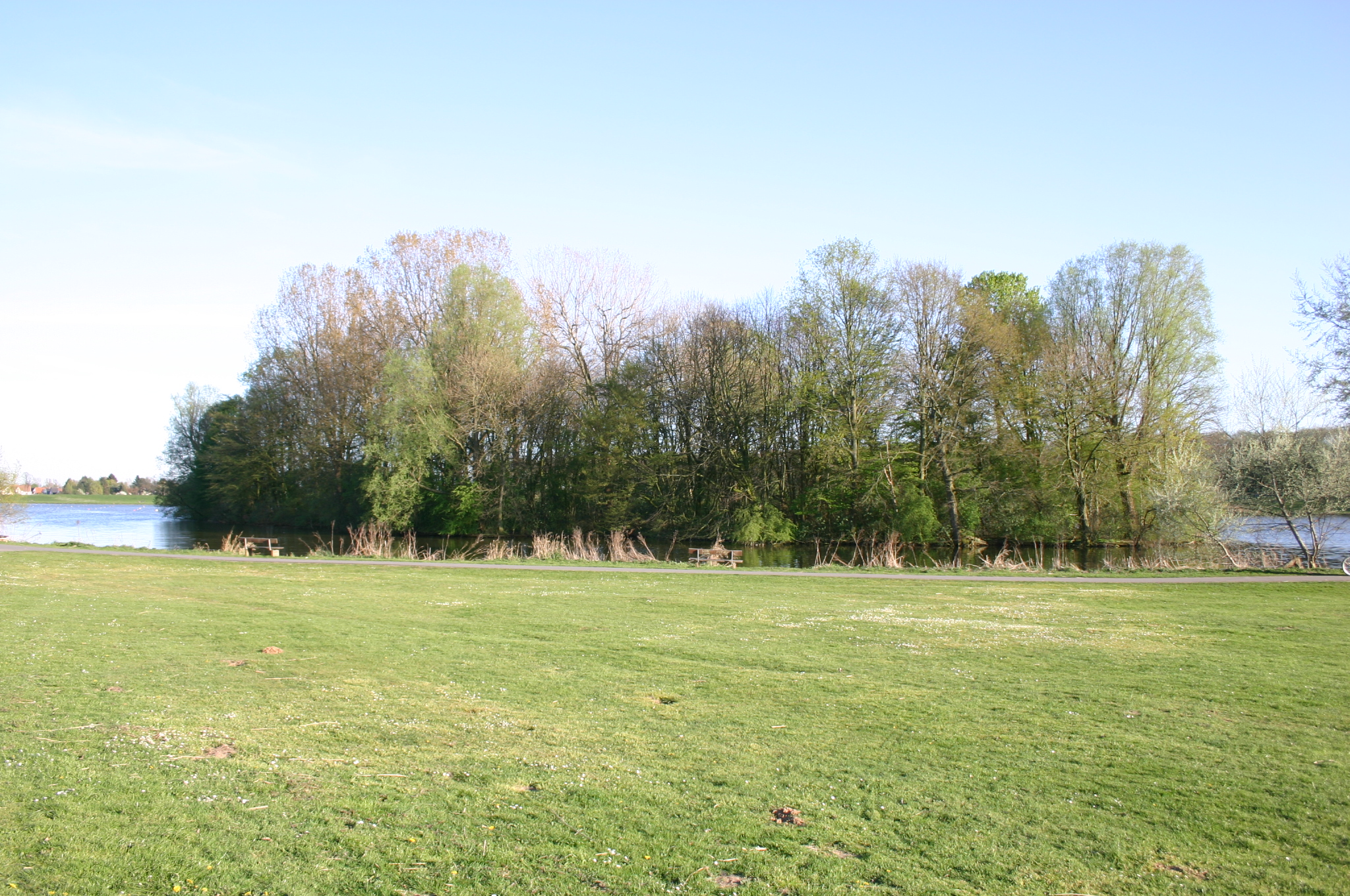
Werdersee und Vogelinsel

Das Großprojekt Werdersee als Teil eines Grüngürtels war bereits Ende der 1930er Jahre von Baudirektor Gerd Offenberg angestoßen worden. Der See und die Grünzone wurden Ende der 1950er Jahre angelegt. Nach dem Hochwasser von 1981 wurden bis 1987 wesentliche Umgestaltungen vorgenommen.
1962 wurde der Ortsteil dem damals neu gebildeten Stadtteil Obervieland zugeordnet. In den folgenden Jahrzehnten wurden zahlreiche Neubaugebiete ausgewiesen; die Einwohnerzahl stieg rapide an. Der alte Ortskern lässt sich jedoch noch heute erkennen.
Durch den Bau der Werderbrücke von 1966 bis 1971 – seit 1999 Karl-Carstens-Brücke – wurde das Obervieland mit dem rechten Weserufer verbunden. Der in Bremen übliche Name Erdbeerbrücke weist auf den ehemals in Arsten und Habenhausen verbreiteten Anbau von Erdbeeren hin.
1981 kam es an der Weser vor Habenhausen zu den größten Überschwemmungen seit 1946. Nur knapp konnte eine Überflutung der hinter dem Deich gelegenen Wohngebiete verhindert werden.
Das Dichterviertel wurde Ende der 1970er / Anfang der 1980er Jahre im Nordwesten des Ortsteils gebaut. Durch zwei Landstraßen ist es vom übrigen Habenhausen etwas abgegrenzt. Den Namen erhielt es, da fast alle Straßen nach Dichtern benannt sind.
1979 begann der Unterricht in der privaten evangelischen Bekenntnisschule.
→ Siehe auch Weserdurchbruch 1981

### Einwohnerentwicklung
Die Bevölkerung ist im 20. Jahrhundert sehr stark angestiegen, nicht zuletzt durch die gute Anbindung an die Stadt. Die Bevölkerungsdichte betrug 1812 Einwohner pro Quadratkilometer, weniger als in den übrigen Ortsteilen Obervielands. 3878 Privathaushalte bestanden 2011.
| Jahr | Einwohnerzahl |
| ---- | ------------- |
| 1812 | 402           |
| 1855 | 639           |
| 1885 | 857           |
| 1905 | 3.169         |
| 1955 | 4.164         |
| 1974 | 3.433         |
| 1999 | 7.973         |
| 2003 | 8.300         |
| 2005 | 8.195         |
| 2011 | 8.124         |
| 2014 | 8.322         |

## Wirtschaft und Verkehr

### Wirtschaft
Die Landwirtschaft ist in Habenhausen fast nicht mehr anzutreffen. Nur zwei Bauernhöfe werden noch landwirtschaftlich betrieben.
Ein erheblicher Teil der Unternehmen gehört dem tertiären Sektor an. Sie sind im Gewerbepark Habenhausen angesiedelt. 319 Betriebe (2011) wie Autohäuser und Logistikfirmen erbringen einen wichtigen Teil der Wirtschaftsleistung. Hauptsächlich wird das Ortsbild jedoch von Wohnbebauung dominiert. Die Gewerbe- und Industriefläche macht weniger als ein Zehntel der gesamten Gebäude- und Freifläche Habenhausens aus.
Seit 1997 findet einmal im Jahr im Gewerbepark das sogenannte Sommerfest statt. Diese Gewerbeschau mit einigen flankierenden Vergnügungseinrichtungen zieht alljährlich mehr als 20.000 Besucher an.

### Verkehr
Habenhausen liegt abseits des kernstädtischen Gebietes, ist aber über mehrere Hauptstraßen sehr gut mit dem Rest der Stadt verbunden. Der Autobahnzubringer Arsten ist eine Verlängerung der Neuenlander Straße und führt zur Autobahn A 1 (Hamburg/Bremen/Ruhrgebiet). Zwei Buslinien des VBN mit insgesamt 12 Haltestellen bedienen den Ortsteil. Haupterschließungsstraßen sind in Süd-Nord-Richtung die Habenhauser Brückenstraße, der Baumhauser Weg, die Karl-Marx-Straße und die Friedrich-Engels-Straße, sowie in West-Ost-Richtung die Habenhauser Landstraße, die Achsen Ernst-Buchholz-Straße/Pfarrfeldsweg und Ohserstraße/Piependamm.

### Straßennamen
Viele Straßennamen beziehen sich auf die ländliche Geschichte des Ortsteils, die Besitzer der ehemals anliegenden Felder oder die Berufe ihrer früheren Einwohner:
- Achtern Höben, wie hinter den Höfen
- Karl-Carstens-Brücke nach dem Bundespräsident der Bundesrepublik Deutschland, im Volksmund Erdbeerbrücke  genannt, in Anlehnung an die früher vorhandenen großen Habenhauser Erdbeerfelder
- Fuhle Breede, wie faule Erde, da die Erde früher sehr feucht war
- Holzdamm, ein Durchgangsweg, der mit Holzplanken ausgelegt war
- Lienackern, wie langer, gerader Acker
- Pickacker, ein Acker, auf dem sehr viele Vögel nach Futter suchten
- Sandstücke, eine sehr sandige Straße
- Schlehenweg; früher dicht bewachsen von Schlehenbüschen
- Staustraße; hier befand sich früher ein Schöpfwerk an einem Bach
- Thunackern, wie eingezäunter Acker
- Bunnsacker Weg; hier ist der ATSV, der HFV und das Schulzentrum beheimatet
- Steinsetzerstraße; hier wohnten viele Steinsetzer
- Ziegelbrennerstraße; hier befanden sich früher mehrere Ziegeleien
- Lunser Straße nach der Ortschaft Lunsen
- Blender Straße, benannt nach der Ortschaft Blender
- Lange Ackern, ehemals der Acker der Familie Lange
- Schusters Kamp, ehemals das Grundstück der Familie Schuster

Dichter, Schriftsteller, Philosophen und Künstler sind die Namensgeber weiterer Straßen:
- Im Dichterviertel: Agnes-Miegel-Straße, Bertolt-Brecht-Weg, Büchnerstraße, Falladastraße, Fontanestraße, Hermann-Hesse-Weg, Kästnerstraße, Remarquestraße, Wedekindweg.
- Weitere Schriftsteller: Anna-Seghers-Straße, Dantzweg, Hasencleverstraße, Schönlankstraße nach Bruno Schönlank, Érnst-Toller-Weg, Zechstraße
- Philosophen: Karl-Marx-Straße und Friedrich-Engels-Straße nach den Protagonist der Arbeiterbewegung und einflussreichsten Theoretiker des Sozialismus
- Künstler: Ohserstraße nach dem Zeichner und Karikaturist Erich Ohser alias e. o. plauen, von den Nationalsozialisten verfolgt

Nach Politikern wurden benannt:
- Karl-Carstens-Brücke nach dem Bundespräsident der Bundesrepublik Deutschland (CDU)
- Senator-Balcke-Straße, Senator-Theil-Straße; beide Bausenatoren (SPD) in Bremen
- Ernst-Buchholz-Straße nach dem Mitglied der Bremischen Bürgerschaft (SPD) und Borgward-Betriebsratsvorsitzenden

## Infrastruktur

### Grünanlagen und Seen

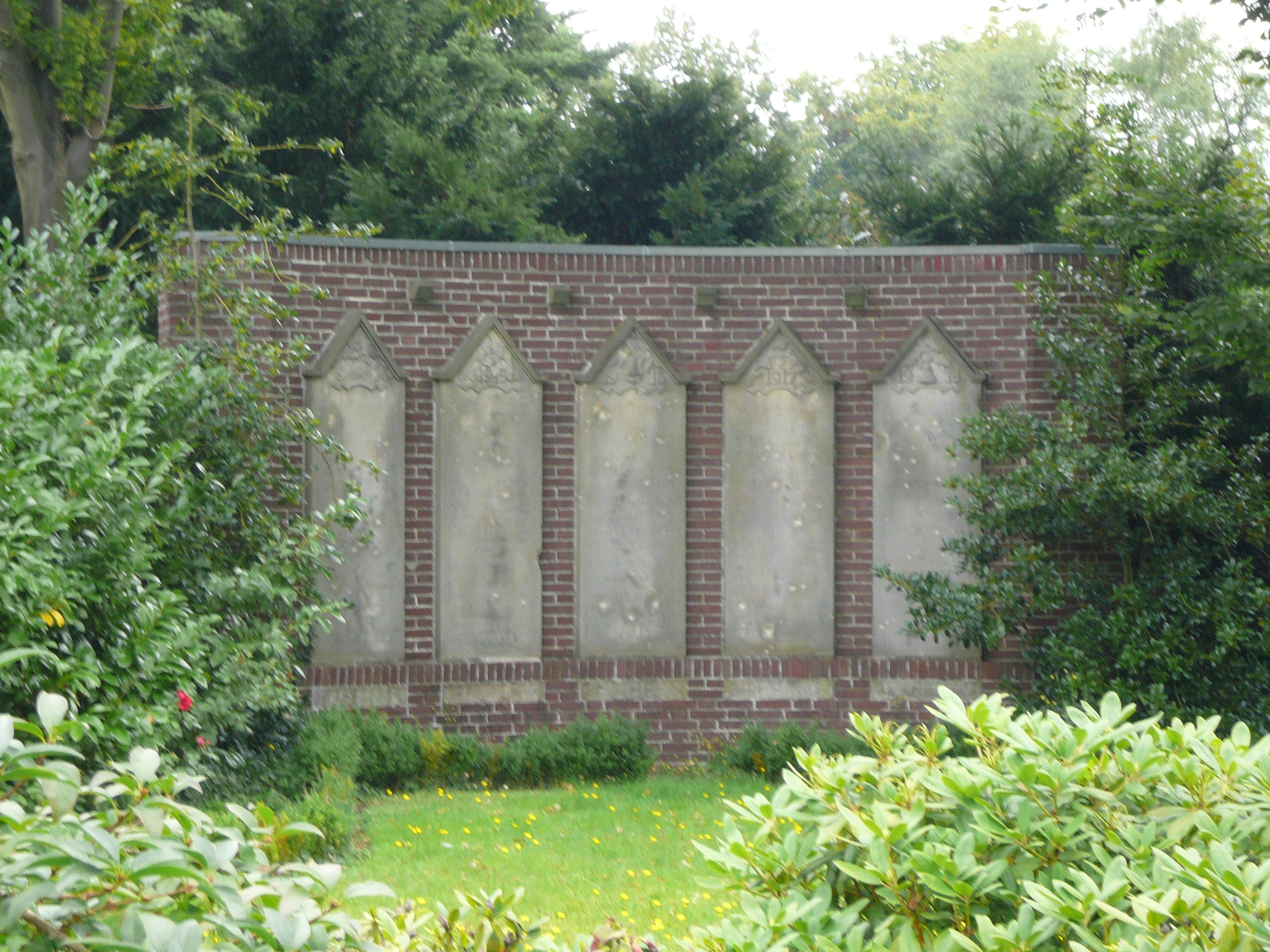
Das Gefallenenehrenmal

Habenhausen ist umgeben von Grüngürteln und Naherholungsgebieten.
Im Norden erstreckt sich der lange Werdersee mit seinen Wiesen, Deichen und Stränden, im Osten die Weser mit kleinen Sandbuchten. Zudem liegt am Rande von Habenhausen, wenngleich auf dem Gebiet des Ortsteiles Kattenturm, auch noch der Krimpelsee, der ausgehoben wurde, um mit dem Aushub den Autobahnzubringer bauen zu können. Die Wasserläufe sind zum Schwimmen freigegeben und werden im Sommer gut besucht.
Habenhausen verfügt über zwei Naturschutzgebiete:
- das Vogelschutzgebiet an der Weser
- Das Schutzgebiet Neue Weser ist 34,8 Hektar groß und entstand nach dem Weserdurchbruch 1981, es wird vom größten Habenhauser See dominiert.
- Als Landschaftsschutzgebiet ist der weitere größte Teil der Habenhauser Weserwiesen ausgewiesen.

### Bildung und Soziales
Habenhausen verfügt über zwei Grundschulen und zwei weiterführende Schulen. Je eine aus beiden Bereichen ist staatlich, die andere gehört zur privaten Freien Evangelischen Bekenntnisschule Bremen.
Es sind vier Kindergärten vorhanden: Ein staatlicher, ein kirchlicher, ein privater, der der Freien Evangelischen Bekenntnisschule Bremen angegliedert ist und ein privater Farmkindergarten.

### Kirchen

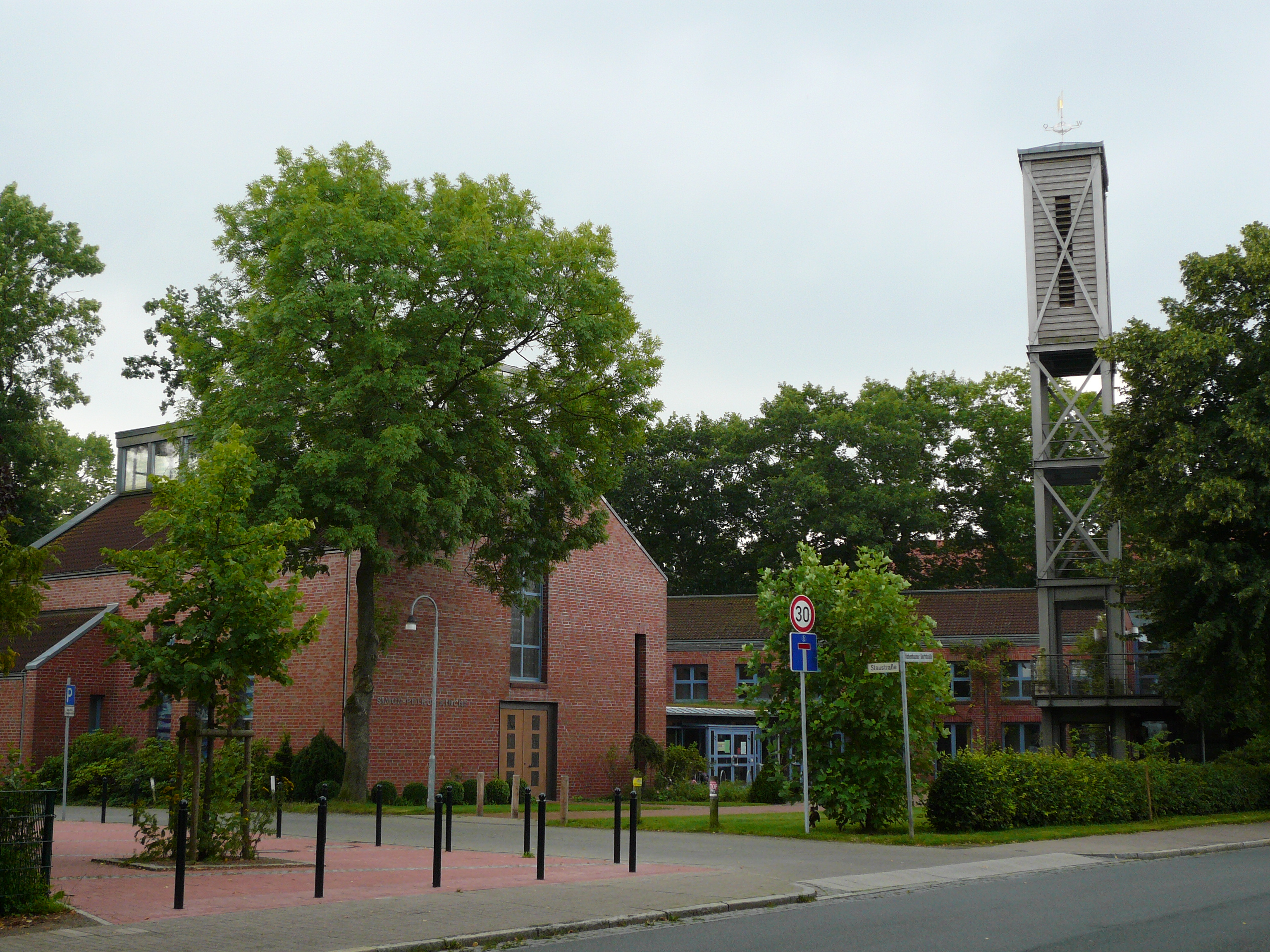
Simon-Petrus-Kirche mit Glockenturm und Gemeindehaus

Im Ortsteil gibt es zwei neue Kirchen aus der zweiten Hälfte der 1990er Jahre:
- Die evangelische Paulus-Gemeinde, Habenhauser Dorfstraße 27, hat etwa 600 Mitglieder und ist eine Freikirche im Mülheimer Verband.
- Die evangelische Simon-Petrus-Kirche von 1995, Habenhauser Dorfstraße 42, ist eine Filialkirche der Doppelgemeinde Arsten/Habenhausen. Sie hat ca. 8000 Mitglieder. Hier findet jährlich das Habenhauser Schaffermahl statt. Dieses steht, anders als die Bremer Schaffermahl im Bremer Rathaus, jedem offen.

### Freizeit
Im Jahre 1984 entstand auf Initiative von Sozialpädagogen eine Kinder- und Jugendfarm in der Trägerschaft eines eingetragenen Vereins. Hier lernen Kinder spielend mit Tieren wie Ziegen, Pferden, Kaninchen, Schweinen, Hühnern und Gänsen umzugehen.
Es sind zwei Sportvereine beheimatet:
- Der Allgemeine Turn- und Sportverein Habenhausen von 1897 e. V. (ATSV), mit seiner erfolgreichen Handballabteilung mit der Ersten Herren- und der A-Jugendmannschaft.
- Der Habenhauser Fußballverein von 1952 e. V. (HFV) spielt in der fünftklassigen Bremen-Liga.

### Veranstaltungen
Alle fünf Jahre findet das sogenannte Dichterviertelfest statt, ein Volksfest für Bewohner dieses Gebietes.